# Шпилерова кућа у Петроварадину
„Шпилерова кућа” се налази у улици Владимира Гортана број 8 у Петроварадину, изградили су је језуити у периоду боравка у Петроварадину од 1693. године до 1773. године, када је овај католички ред забрањен. Кућа представља непокретно културно добро као споменик културе.
Нацрти за њену градњу нису пронађени, а претпоставља се да је грађевина служила као летњиковац, или по новијим истраживањима као школска зграда. Назив „Шпилерова кућа” настао је по власнику из прве половине 20. века.

## Архитектура куће
Зграда је партерни слободностојећи објекат, типа „куће у природи”, постављен је увучено у односу на закривљену уличну регулацију. Има издужену правоугаону основу, која је проширена на левој страни уличног дела. Једноставно решен спољни изглед уз примењену масивну технику градње, укупни волумен са мансардним кровом покривеним бибер црепом, са тешким решеткама од кованог гвожђа на прозорима и зиданом капијом са две велике камене кугле при тлу, говоре о архитектонском делу барокног стила. Ову чињеницу потврђује оргинално сачуван ентеријер. Најрепрезентативнија је „велика сала” смештена у средиште куће, квадратне основе, са једноставно решеном сводном конструкцијом – четири широка лука која се сусрећу над средиштем простора. 
У трему где се они сучељавају, на широкој површини, изведен је доминантан рокајни елемент (розета), а на равним површинама четири угла налази се по један орнамент: асоцијација на малтешки крст, рокајни квадрат са витражом, круг са мотивом сунца и још један кружни орнамент, данас знатно оштећен. Орнаменти су изведени као штуко-рељефи смесом сиге, мермерне прашине и креча. Улаз у подрум који има пет просторија је из довришта тј. није у оквиру основног габарита куће. Систем сводова је разноврстан и сложен, ипак најупечатљивији су полуобличасти и полуелипсати.